# Lac Goose (Oregon-Californie)
Pour les articles homonymes, voir Goose Lake.
Le lac Goose est un lac des États-Unis situé à la frontière entre la Californie et l'Oregon. Il s'agit d'un lac intermittent qui disparaît régulièrement lors des périodes de forte sécheresse comme ce fut le cas en 2015. Le lac est également un important site ornithologique.